# سرمایش باد

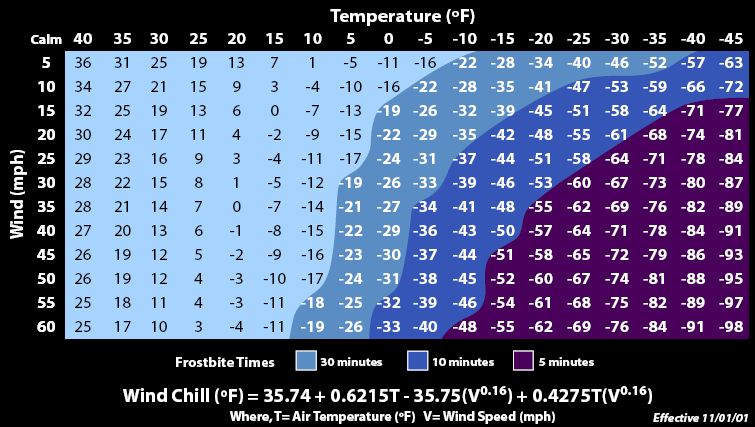
نمودار سرمایش باد برای مقادیر مختلف دمای هوا و سرعت باد.

سرمایش باد یا سوز باد به پایین آمدن دمای بدن در اثر وزش یا عبور هوا با دمای پایین‌تر گفته می‌شود و دمای سوز همواره از دمای واقعی پایین‌تر است (تا زمانی که معادله دمای سوز برقرار باشد). در حالی‌که دمای ظاهری می‌تواند از دمای واقعی هوا بالاتر باشد که در این‌صورت از عبارت نمایه گرمایی استفاده می‌شود.

## توضیحات
گرما به صورت هدایتی، تشعشعی و جابجایی از سطوح جامد خارج می‌شود. نرخ انتقال حرارت جابجایی به دو عامل اختلاف دمایی با سیال محیط و نیز سرعت سیال محیط نسبت به سطح جامد بستگی دارد. در اثر فرایند جابه‌جایی سیال در نزدیکی سطح جامد شروع به گرم شدن می‌کند و لایه‌ای از هوای گرم‌تر در کنار سطح جامد شکل می‌گیرد. وزش باد باعث به هم خوردن این لایه گرم‌تر کنار سطح خواهد شد و جابجایی لایه هوای گرم با هوای سردتر می‌شود. هر چه سرعت وزش باد زیادتر شود این پروسه سریعتر انجام می‌شود و دمای سوز پائین‌تر خواهد آمد.

## نگارخانه

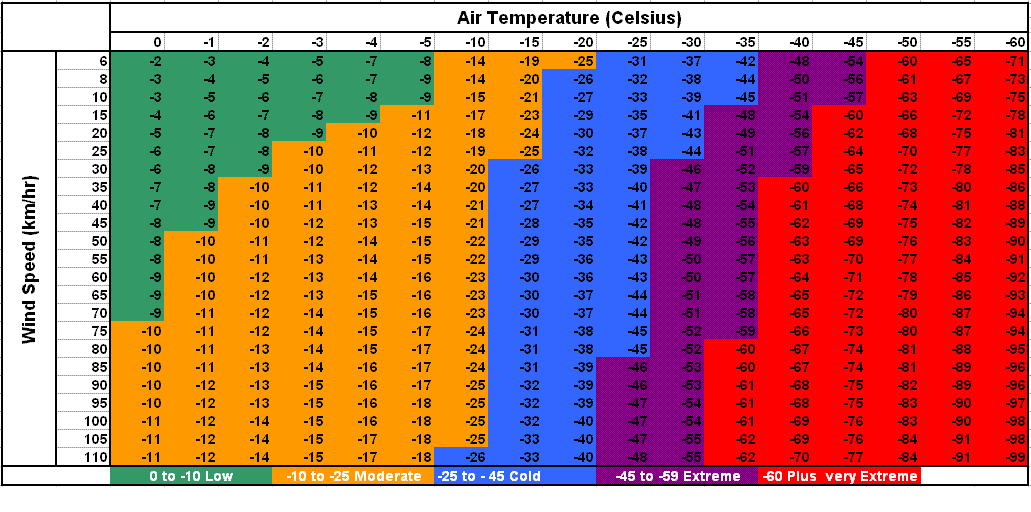
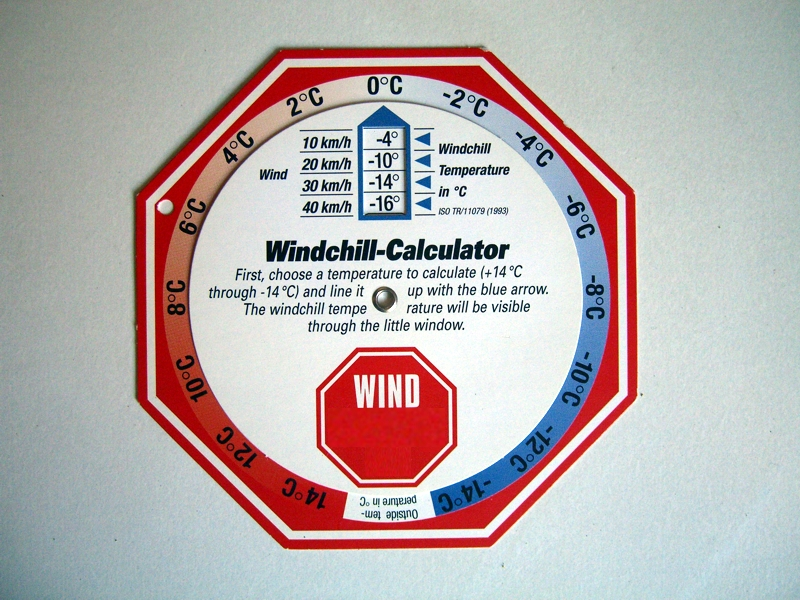